# Канунников, Андрей Вячеславович
Андрей Вячеславович Канунников (род. 29 марта 1977, Ленинабад) — российский предприниматель, государственный деятель. Председатель стратегического комитета УК «КЭАЗ», первый заместитель председателя Курского РО ООО «СоюзМаш России», депутат Курской областной думы пятого созыва. Руководитель Курского Электроаппаратного завода (КЭАЗ) с 2003 года.

## Биография
Родился в Таджикистане, в городе Ленинабад в 1977 году.
В 1996 году занял должность коммерческого директора ГП «Водоконал»,
с 1997 коммерческий директор компании «Курскагротехника»,
В 2000 году занимает должность директора по закупкам, с 2003 года — Генерального директора ОАО «Электроаппарат» (позже «КЭАЗ»), в этом же году инвестиции в основной капитал увеличиваются в 3,5 раза, происходит реорганизация производства, в 2004 году КЭАЗ получает «Золотой знак качества» конкурса «Российская марка»,
В 2004 году окончил Стокгольмскую школу экономики, отделение в Санкт-Петербурге, в 2005 году Курский государственный технический университет по специальности «Финансы и кредит»,
В 2007 г. Канунников подписывает договор с мировым лидером по производству предохранителей «Ferraz Shawmut» о выводе на рынок новой линейки быстродействующих предохранителей под совместным торговым брендом KEAZ-Ferraz,
В 2010 году окончил программу «МВА Развитие бизнеса» в Стокгольмской школе экономики в Санкт-Петербурге,
В 2012 под руководством Канунникова КЭАЗ покупает завод Счетмаш, куда частично переносятся площади завода, на освободившихся площадях планируется постройка многофункционального комплекса,
С 2014 года — Председатель совета директоров УК КЭАЗ.

## Награды
Победитель Российского конкурса «Менеджер года-2006» в номинации «Машиностроение»,
Указом Президента России № 251 от 04.05.2022 удостоен звания «Заслуженный машиностроитель РФ» с вручением государственной награды.